# Telegatti 1987
La 4ª edizione del Gran Premio Internazionale dello Spettacolo si è tenuta a Milano, al Teatro Ventaglio Nazionale, il 5 maggio del 1987. A condurre la serata, per la quarta volta consecutiva, il presentatore televisivo Mike Bongiorno, affiancato da Carol Alt e Renée Simonsen (quest'ultima, ritenendo riduttivo il ruolo di "valletta", dopo venti minuti lascia il palcoscenico). 
La serata è stata animata dai comici Beppe Grillo (premiato anche per il miglior spot televisivo), Roberto Benigni e Francesco Salvi. Quest'edizione ha visto continuare il successo della trasmissione Quark, arrivata al suo quarto telegatto consecutivo; stesso dicasi per la serie Dallas.
Roberto Benigni è stato censurato dalla dirigenza dell'allora Fininvest, durante il suo monologo contro Berlusconi. Beppe Grillo salì sul palco in suo soccorso e Mike Bongiorno fu preso alla sprovvista da questa situazione. Intervenne allora Baudo che, con il suo charme, riuscì a placare l'ira funesta di Mike nei confronti dei due comici.
Vengono premiati per la prima volta insieme il personaggio maschile e quello femminile dell'anno.
Ad esibirsi in qualità di ospiti musicali sono gli Spandau Ballet con “Cross the Line”.

## Vincitori
Di seguito vengono elencate le varie categorie di premi,  i rispettivi vincitori dell'anno assieme al loro premiatore, ove possibile.
I premi sono assegnati alle trasmissioni andate in onda l'anno precedente alla cerimonia.

### Personaggio femminile dell'anno
- Enrica Bonaccorti

### Personaggio maschile dell'anno
- Pippo Baudo

### Miglior film TV italiano
- La voglia di vincere, Rai 1

### Miglior film TV straniero
- Nord e Sud, trasmesso su Canale 5

### Miglior telefilm italiano
- I ragazzi della 3ª C, Italia 1

### Miglior telefilm straniero
- Dallas, trasmesso su Canale 5 (consegna il premio Roger Moore)

### Miglior sceneggiato
- Mino - Il piccolo alpino, Rai 1

### Miglior quiz TV
- Pentatlon Canale 5

### Miglior trasmissione di varietà
- Drive In, Italia 1

### Miglior talk show
- Domenica in, Rai 1

### Miglior trasmissione di scienza e cultura
- Il mondo di Quark, Rai 1

### Miglior trasmissione di giornalismo
- Il caso, Rai 1

### Miglior spettacolo musicale
- 37º Festival di Sanremo, Rai 1

### Miglior trasmissione sportiva
- La Domenica Sportiva, Rai 1

### Miglior trasmissione per ragazzi
- Bim bum bam, Italia 1

### Miglior spot televisivo
- Yomo

### Premio TV americana
- A Maxwell Caulfield

### Premio TV francese
- A Michel Drucker

### Premio TV inglese
- A Julia Smith

### Premio TV spagnola
- A José Luis Moreno

### Premio TV tedesca
- A Horst Tappert e Hanna Schygulla

### Lettore di TV Sorrisi e Canzoni
- Alla signora Annalisa Galbiati

## Premi speciali
- Alla trasmissione Capitol di Rai 2, per le 1281 puntate (premia Mike Bongiorno)
- A Corrado Mantoni, Sandra Mondaini e Raimondo Vianello per i 25 anni di carriera in TV[2] (premiano Ugo Tognazzi e Ricky Tognazzi)
- Al programma Fantastico 7 di Rai 1, per l'ascolto più alto

## Statistiche emittente/vittorie
- Rai 1   7 premi
- Rai 2   nessun premio
- Rai 3    nessun premio

Totale Rai: 7 Telegatti
- Canale 5   5 premi
- Italia 1      2 premi
- Rete 4     nessun premio

Totale Fininvest: 7 Telegatti
- Telemontecarlo nessun premio
- Euro TV nessun premio